# Vuorinen (sjö i Lapinlax, Norra Savolax, Finland)
Vuorinen är en sjö i Finland. Den ligger i kommunen Lapinlax i landskapet Norra Savolax, i den centrala delen av landet, 400 km norr om huvudstaden Helsingfors. Vuorinen ligger 126,1 meter över havet. I omgivningarna runt Vuorinen växer i huvudsak blandskog. Den är 21 meter djup. Arean är 1,7 kvadratkilometer och strandlinjen är 13,87 kilometer lång. Sjön  ingår i Vuoksens huvudavrinningsområde. 